# Marigna-sur-Valouse
Marigna-sur-Valouse és un municipi francès situat al departament del Jura i a la regió de Borgonya - Franc Comtat. L'any 2007 tenia 107 habitants.

## Demografia

### Població
El 2007 la població de fet de Marigna-sur-Valouse era de 107 persones. Hi havia 46 famílies de les quals 12 eren unipersonals (8 homes vivint sols i 4 dones vivint soles), 17 parelles sense fills, 13 parelles amb fills i 4 famílies monoparentals amb fills.
La població ha evolucionat segons el següent gràfic:
Habitants censats

### Habitatges
El 2007 hi havia 76 habitatges, 48 eren l'habitatge principal de la família, 25 eren segones residències i 3 estaven desocupats. 73 eren cases i 3 eren apartaments. Dels 48 habitatges principals, 41 estaven ocupats pels seus propietaris, 6 estaven llogats i ocupats pels llogaters i 1 estava cedit a títol gratuït; 2 tenien dues cambres, 7 en tenien tres, 19 en tenien quatre i 20 en tenien cinc o més. 43 habitatges disposaven pel capbaix d'una plaça de pàrquing. A 18 habitatges hi havia un automòbil i a 27 n'hi havia dos o més.

### Piràmide de població
La piràmide de població per edats i sexe el 2009 era:
| Homes | Edats   | Dones |
| ----- | ------- | ----- |
| 0     | 95 o +  | 0     |
| 0     | 90 a 94 | 0     |
| 0     | 85 a 89 | 0     |
| 0     | 80 a 84 | 4     |
| 0     | 75 a 79 | 4     |
| 4     | 70 a 74 | 4     |
| 4     | 65 a 69 | 4     |
| 0     | 60 a 64 | 0     |
| 4     | 55 a 59 | 0     |
| 0     | 50 a 54 | 0     |
| 4     | 45 a 49 | 0     |
| 0     | 40 a 44 | 4     |
| 0     | 35 a 39 | 0     |
| 4     | 30 a 34 | 0     |
| 12    | 25 a 29 | 8     |
| 0     | 20 a 24 | 0     |
| 0     | 15 a 19 | 0     |
| 8     | 10 a 14 | 0     |
| 0     | 5 a 9   | 0     |
| 0     | 0 a 4   | 0     |

## Economia
El 2007 la població en edat de treballar era de 63 persones, 43 eren actives i 20 eren inactives. De les 43 persones actives 39 estaven ocupades (21 homes i 18 dones) i 4 estaven aturades (2 homes i 2 dones). De les 20 persones inactives 15 estaven jubilades, 2 estaven estudiant i 3 estaven classificades com a «altres inactius».
Activitats econòmiques
Dels 3 establiments que hi havia el 2007, 1 era d'una empresa de construcció, 1 d'una empresa immobiliària i 1 d'una empresa classificada com a «altres activitats de serveis».
Dels 2 establiments de servei als particulars que hi havia el 2009, 1 era una lampisteria i 1 perruqueria.
L'any 2000 a Marigna-sur-Valouse hi havia 6 explotacions agrícoles.

## Poblacions més properes
El següent diagrama mostra les poblacions més properes.